# 黛菲
艾靡·安·黛菲（Aimee Anne Duffy，1984年6月23日—），以名字「黛菲」普遍為人所知，是曾三度提名葛萊美獎的英国創作歌手。
她的首張專輯《Rockferry（菲比尋常）》於2008年3月發行並榮登英國專輯排行榜冠軍，同時以超過四百萬的銷售量成為2008年英國最暢銷的專輯。黛菲並以單曲〈Mercy〉成為過去二十五年來第一位獲得流行單曲冠軍的女威爾斯人。2010年，她在電影《巴塔哥尼亞》中首次踏入影壇，並發行了她的第二張錄音室專輯《Endless》，並取得了一定的成功。

2011年2月，黛菲宣布暫時停止演藝活動，她於2015年電影《金牌黑幫》曾短暫回歸，並為其電影配樂貢獻了三首歌曲，2020年，她透過社群媒體詳述為何停止演藝活動的經過，稱自己在過去遭到下藥、性侵和囚禁，因而經歷數年的療傷期。根據黛菲官方網站稱，她目前已簽約環球唱片集團。

## 經歷

### 早期
黛菲出生於威爾斯班戈，說著母語威爾斯語長大。她的父母於十歲時離異，黛菲便與母親、兩個姐妹搬到了彭布羅克郡。十九歲時，黛菲省略了「艾靡」的名字，稱自己為「黛菲」。
一次偶然，黛菲看了她父親1960年代的搖滾電視節目Ready Steady Go! 的錄影帶，接觸到琥碧·戈柏的《修女也瘋狂》，而開始喜歡上靈魂樂。黛菲六歲時開始唱歌，並隨身攜帶著一本滿是潦草歌詞的筆記本。後來，黛菲被要求離開學校的合唱團，理由是她的聲音「太大」、「太突兀」。
1998年，十三歲的黛菲由於繼父菲利浦·史密斯被他的前妻雇用殺手圖謀暗殺，而短暫住進警方的安全藏身處。後來史密斯的前妻道恩·華生以謀殺罪名被求以三年半徒刑。「我當時真的嚇呆了，我覺得很不舒服，」黛菲於2008年的一次訪問說道。黛菲並形容住在警方的安全藏身處簡直是「狗咬狗」般無情，在那裡隨時可能會患上幽闭恐惧症、生活完全與外界隔絕。於是，十五歲時，黛菲逃回了父親於菲什加德的住處。「那真是非常可怕，」黛菲回憶道。她的母親和姊妹在接下來的一整年沒有跟她說話。
黛菲承認她在青少年時期時抽的「不只是香菸」，而且非常叛逆、總是在製造麻煩。黛菲說，後來她對她和她朋友的行為漸漸感到十分厭煩，她並舉了她繼父前妻酗酒的例子，表示自己不想因此而成為「知名人士」，因此現在她不但不吸毒也不濫用酒精。

### 音樂生涯
在彭布羅克郡得到中等教育證書（GCSEs）後，十五歲的黛菲回到了菲什加德，並開始在當地樂團演唱。黛菲並花了一年的時間在瑞士和一名被黛菲形容是個「愛挑毛病、煩人的控制狂」的製作人合作。2003年，黛菲回到威爾斯，並被邀請參加威爾斯的電視台S4C的選秀節目Wawffactor。黛菲原本被看好能奪冠，但後來敗給了麗莎·派德瑞獲得第二名。黛菲聲稱節目是場騙局，並稱那是「一生中最痛苦的時刻」。
年輕時的黛菲一直想成為舉世聞名的流行歌星，而在選秀節目的事，卻讓她感覺其他人是以他們的、而不是她的利益為前提，把她像是工具般利用。十八歲時，由於漸漸感覺自己的夢想不會實現，黛菲幾乎徹底的變成一名絕望的歌手。在重新打算之後，黛菲決定只為了自己的夢想而做音樂。

## 評價
2009年2月1日，《泰晤士報》現代音樂百科全書，將《菲比尋常》命名為“必不可少的”白人靈魂樂專輯。艾美·懷恩豪斯和愛黛兒的專輯也被歸類在此名單中，第51 屆格萊美頒獎典禮上的最佳新人獲獎感言中，愛黛兒曾稱“她愛黛菲，並認為她很棒”。此外黛菲曾稱馬文·蓋、菲爾‧史佩克特和拱廊之火等歌手，對自己的音樂帶來了很大影響。

## 個人生活
黛菲曾與柴郡出生的馬克德斯頓約會了五年，直到2006年11月。他們居住在阿伯克德。2008年9月，黛菲曾稱：由於名望給她帶來的壓力，她“處於精神崩潰的邊緣”。她說她曾考慮過成為隱者，但最終為了她的粉絲們而決定放棄這個想法。雖然承認大多數人為善意的，但她當人們在街上認出她時會感到“害怕”，2009年，黛菲估計約400萬英鎊的財富使，使她在當年的《星期日泰晤士報》英國最富有的年輕音樂家名單中，排名第16位。

她於2009年9月至2011年5月期間曾與威爾士國際橄欖球運動員麥克·菲利普斯約會。2012年10月3日，黛菲在倫敦所租的肯辛頓頂層公寓發生大火，黛菲本人則在該場火災成功逃脫。

### 創傷
2020年2月25日，達菲在她的官方網站上披露她“被強暴、下藥、俘虜了好幾天”的痛苦經歷。她說她透過淡出演藝圈以便能夠療傷，並補充說她現在依然需要時間復原，她並沒有提及性侵的發生時間、犯人身分與事件的詳細經過。

在4月發表的一份較長的聲明中，達菲寫道，她在生日那天在一家餐館遭到下藥，被飛機帶出國，然後被關押在酒店房間中，並在四個星期內反覆遭到強姦。自從那場磨難後，達菲說她“幾乎完全獨自一人度過了將近10年”，並感謝一路協助她的心理醫生。她稱自己出面分享磨難的原因，是因她現在覺得自己能夠“把這十年拋在後面”，並希望能夠能夠幫助「曾遭受同樣痛苦的人」。

## 音樂作品
| 音樂專輯 - 2008年: 《Rockferry（菲比尋常）》 - 2010年: 《Endless》 EPs - 2004年: 《艾靡·黛菲》 - 2008年: 《Live from London》 | 單曲 - 2007年: 〈Rockferry（菲比尋常）〉 - 2008年: 〈Mercy〉 - 2008年: 〈渥維克大道〉 - 2008年: 〈墊腳石〉 - 2008年: Rain on Your Parade |

## 影視作品
| 年份 | 名稱           | 角色      | 備註                             |
| ---- | -------------- | --------- | -------------------------------- |
| 2008 | 《週六夜現場》 | 他自己    | "安娜·法瑞絲/黛菲" (第34季第3集) |
| 2010 | 《Patagonia》  | Sissy     | 電影處女作                       |
| 2015 | 《金牌黑幫》   | 蒂蜜·尤洛 |                                  |

## 相關網站
- 黛菲官方網站（页面存档备份，存于）
- Duffy在互联网电影资料库（IMDb）上的資料（英文）